# Nádi állaspók
A nádi állaspók (Tetragnatha striata) Európában elterjedt, tóparti nádasokban élő pókfaj.

## Megjelenése
A nádi állaspók hímjének testhossza 8–10 mm, míg a nőstény 9–12 mm-esre nő. Az ivarlemez szélessége és hosszúsága kb. megegyezik. A fejtor szürkésbarna, néha keskeny, sötétebb szegéllyel. A fejtor hasi oldala egyöntetűen sárgásbarna, akárcsak a lábak és a csáprágók. A keskeny potrohot hosszúkás, sötétebb barna levélminta takarja, amelyet világosabb, ezüstös szegély keretez.

## Elterjedése és életmódja
Elsősorban Nyugat-, Észak- és Közép-Európában elterjedt, de kelet felé egészen Kazahsztánig előfordul. A Brit-szigeteken főleg Közép-Angliában gyakori, Skóciában csak szórványos előfordulása ismert.
Nagyobb állóvizek partján a nádasokban, magas növényzetben lehet rátalálni, ahol a nád víz felüli oldalán szövi kerek hálóját és többnyire a levelek alsó felén rejtőzik.
Magyarországon védett, természetvédelmi értéke 5000 Ft.  

## Kapcsolódó szócikkek

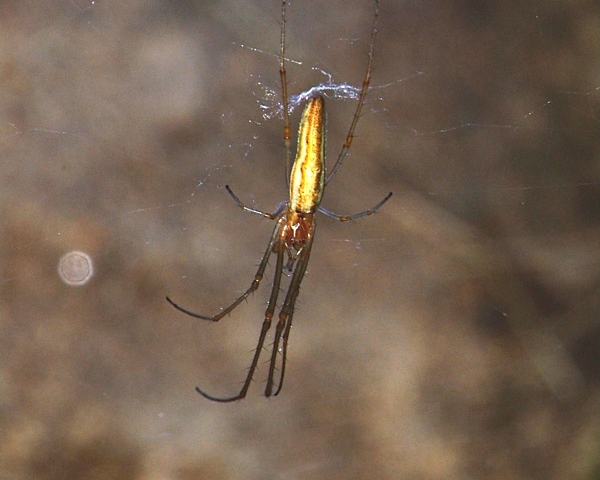
Spanyolországban fotózott nádi állaspók
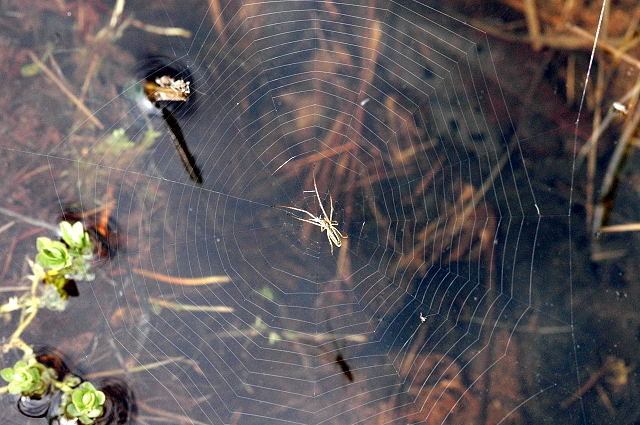
Hálója
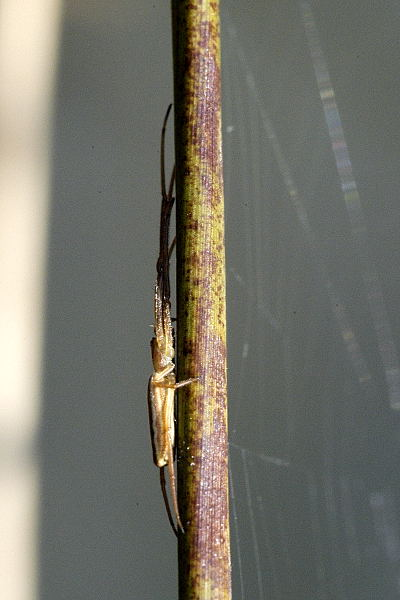
Oldalnézetben